# 错那小檗
错那小檗（学名：Berberis griffithiana）为小檗科小檗属的植物。分布在不丹以及中国大陆的西藏等地，生长于海拔2,500米至3,300米的地区，多生于路旁、林缘、杜鹃林、灌丛中、铁杉林及竹林中，目前尚未由人工引种栽培。

## 别名
卷叶小檗（西藏植物志）